# Große Nationalversammlung (Bulgarien)
Die Große Nationalversammlung  von Bulgarien (bulgarisch Велико Народно събрание/Weliko Narodno Sabranie) ist ein Verfassungsorgan, ähnlich der deutschen Bundesversammlung. Sie ist die einzige Verfassunggebende Versammlung Bulgariens und tagte seit ihrer Einführung 1879 erst siebenmal.
Die Große Nationalversammlung wurde in der Verfassung von Tarnowo von 1879 geschaffen. Sie ist mit 400 Delegierten fast doppelt so groß wie die Gewöhnliche Versammlung (das bulgarische Parlament) und tagt nur zu speziellen Anlässen: sie wählt den Monarchen oder die Regenten, und sie billigt Verfassungs-, Gesetzes- und Territorialänderungen.
Die 6. Große Nationalversammlung verabschiedete 1947 die Verfassung der Volksrepublik Bulgarien, welche die Verfassung von Tarnowo ersetzte. In der neuen Verfassung von 1947 war eine Einberufung der Großen Nationalversammlung nicht mehr vorgesehen. Erst mit dem Ende des Kalten Krieges, wurde 1991 die 7. Große Nationalversammlung abgehalten, die die Verfassung der Republik Bulgarien verabschiedete und die Demokratisierung Bulgariens einleitete. Die insgesamt vierte Verfassung Bulgariens ist zugleich die erste in Osteuropa die auf den Prinzipien der Demokratie und Rechtsstaatlichkeit beruht.

## Geschichte
- 1. Große Nationalversammlung (17. April – 26. Juni 1879)
- 2. Große Nationalversammlung (1. Juli 1881)
- 3. Große Nationalversammlung (19. Oktober 1886 – 3. August 1887)
- 4. Große Nationalversammlung (3. Mai – 17. Mai 1893)
- 5. Große Nationalversammlung (9. Juni – 9. Juli 1911)
- 6. Große Nationalversammlung (7. November 1946 – 21. Oktober 1949)
- 7. Große Nationalversammlung (10. Juli 1990 – 12. Juli 1991)